# Thor (hordozórakéta)
A Thor amerikai folyékony hajtóanyagú hordozórakéta-család, amely a PGM–17 Thor interkontinentális ballisztikus rakétán alapul.

## Története
Az amerikai hordozórakéták fejlesztését 1945-ben kezdték el a zsákmányolt német rakéták és kutatási eredmények alapján.  Az amerikai légi haderő 1955–1957 között a többek között a Convair MX–774, Hermes rakétaprogram, Thor, Atlas, Titan folyékony hajtóanyagú ballisztikus hordozórakétákat fejlesztette.
A NASA 1958. október 1-jén történt megalakulása után a szárazföldi haderő és a haditengerészet befejezte saját rakétafejlesztéseit, minden intézményét átadta a NASA-nak, mesterséges holdjait pedig a légi haderő indítja. A kifejlesztett hordozórakéta-családból kiválasztották a műholdak hordozására alkalmas típusokat. A NASA különböző intézeteiben tervezték és fejlesztették ki (tovább), többek között a Thor–Delta, Atlas–Centaur, Saturn V majd a Space Shuttle hordozórakéta-rendszereket. Az amerikai légi haderő a meglévő és leváltott ballisztikus rakétákra építve fejlesztette ki saját hordozórakéta-sorozatait, többek között Thor–Agena – ennek A,- B,- D változatait –, Titan 3B–Agena D. Ezek alkalmazásával fokozatosan felhasználták a rendszerből kivont típusú, folyékony hajtóanyagú, katonai-ballisztikus rakétákat. 1958–1962 között 60 darabot Nagy-Británniában is szolgálatba állítottak. A kubai rakétaválság miatt kivonásra kerültek.
Az Amerikai Egyesült Államok Légiereje (USAF) a hadsereg Jupiter hordozórakétájával versenyezhető rakétatípus fejlesztésébe kezdett. 1956–1958 között a McDonnell Douglas Corporation fővállalkozásával fejlesztették, építették. Az első sikeres repülésre 1957 szeptemberében került sor.
Amerika legmegbízhatóbb, leggazdaságosabb és a leghosszabb életű rakétája, megbízhatósága miatt 2010-ig gyártották.
Rakétaváltozatok: Thor-Agena A; Thor-Agena B; Thor-Agena D; TAD-Thor-Agena D; Thor–Able 1; Thor–Able-Star; Thor–Delta-1; Thor–Delta-2; TAD–Delta.
Egy fokozatú, hajtóanyaga oxigén és kerozin, hatótávolsága 3500 kilométer. Hossza 22,86, átmérője 2,44 méter. Starttömege 47,63 tonna. Szolgálatba állításának ideje 1963. A TAD (Thrust Augmented Delta) jelölés a megnövelt tolóerőre utal.

## Külső hivatkozások
- Thor. astronautix.com. (Hozzáférés: 2014. március 4.)
- Thor-Agena. kosmo.cz. (Hozzáférés: 2014. március 4.)